# ریوسوکوه بابا
ریوسوکوه بابا (به انگلیسی: Ryosuke Baba) ژیمناست زادهٔ ۴ فوریهٔ ۱۹۸۴ میلادی اهل کشور ژاپن است.